# Jean Calvin
Jean Calvin (Noyon, Pikardija, 10. srpnja 1509. – Ženeva, 27. svibnja 1564.), vjerski reformator i teolog, utemeljitelj kalvinističke protestantske crkve.

## Životopis
Porijeklom je iz francuske srednje klase, a njegov otac je bio odvjetnik specijaliziran za građansko i kanonsko pravo. Studirao je latinski jezik u Parizu (Collège de la Marche i Collège de Montaigu) i pravo u Orléansu, gdje je razvio interes za teologiju. Također je studirao pravne i humanističke znanosti. U svim prilikama govorio je učeno, čak i kad bi propovijedao pred mnoštvom ljudi. Njegov način ophođenja uvijek je bilo klasičan, sustavan s malo humora. Kao verbalnim oružjem služio se isključivo sirovom logikom i autoritetom učitelja, ne služeći se demagogijom. Pisao je na francuskom i u tom pogledu bio je pionir u modernom razvitku materinjeg jezika. Također se služio grčkim i hebrejskim jezikom.
Pod utjecajem Martina Luthera prešao je na protestantizam i 1533. odrekao se katoličke crkve. U Bourgesu i drugim mjestima počeo je propovjedati reformirane doktrine, ali je bio prisiljen napustiti Francusku kako bi izbjegao katoličke progone. Dana 23. kolovoza 1535. uputio je francuskom kralju Franji I. pismo u kojem ga je oštro kritizirao zbog vjerske neslobode unutar kraljevstva. To pismo poslužilo mu je kasnije kao predgovor u njegovoj knjizi Ustanova kršćanske vjere (L'Institition de la religion chrétienne) prilikom izlaska prvog izdanja u ožujku 1536. godine, koja je objavljena u Baselu (Švicarska) nakon što se tamo sklonio od vjerskog progona. Zanimljivo je spomenuti da je to prvo izdanje tiskano ne na francuskom već na latinskom jeziku. To prvo izdanje postaje ideologija francuskog protestantizma. Drugo izdanje knjige ugledalo je svjetlo dana 1539. godine, a prvo izdanje na francuskom jeziku objavljeno je 1541. godine. Za svoju knjigu Ustanova kršćanske vjere rekao je: "To je više Božje nego moje djelo., te je za svoj moto uzeo geslo - Omnia ad Dei gloriam." U tom djelu izložio je svoje učenje koje propagira tezu da država treba podržavati crkvu, da biblijski autoritet mora nadjačati crkvenu tradiciju i da sakramenti (premda vrijedni) nisu bitni za vjeru. Govoreći o Pavlovom opisu antikrista iz 2. poslanice Solunjanima, govori sljedeće: „Kratko ću reći da Pavlove riječi nemaju nikakve druge interpretacije, osim da se odnose na papinstvo", te dodaje „Ne prihvaćam njega kao Kristovog zamjenika, on je Antikrist, odbacujem njegovo poglavarstvo nad crkvom".
U svom pismu Karlu V. izrazio je svoj stav prema Svetoj Stolici: „Poričem da je ta Stolica... namjesnik Kristov, koji, razjareno progoneći Evanđelje, svojim ponašanjem pokazuje da je antikrist.“
U privatnom životu bio je vesela ali i osjećajna osoba, te unatoč svom ugledu nije bio arogantan. Imao je jednostavne navike, nije živio u obilju i nikada nije imao u potpunosti slobodan dan. Iz njegove korespondencije, od koje je sačuvano 4.271 pismo, vidno je da se uglavnom bavio doktrinarnim pitanjima. Njegov čvrst karakter svima je stavljao do znanja s kim imaju posla. Iste godine kada je došao u Basel, Calvin se preselio u Ženevu gdje je uvjerio Guillaumea Farela da mu pomogne u reformaciji. Reformatori su proglasili Protestantsko ispovjedanje vjere koje je podrazumijevalo da razuzdanost ustupi mjesto strogoći. Kada se pobunjenička stranka Libertines (Raspuštenjaci) usprotivila tome Calvin i Farel su istjerani iz grada 1538. godine. Godinu dana kasnije, 1539., povukao se u Strasbourg gdje je radio na kritici Novog zavjeta te se 1540. oženio s Idelette de Bure, udovicom anabaptiste kojeg je preobratio. O toj dami nije dostupno više podataka osim da mu je rodila sina koji je ubrzo nakon rođenja 1542. preminuo, a ona je preminula 1549. godine. 
Godinu dana kasnije (1541.) Ženevljani su ga pozvali da se vrati u grad što je i učinio. U Ženevi osniva novu frakciju protestantizma - kalvinizam. Kada je od gradske općine dobio potvrdu za svoju novu vjeroispovijest utemeljio je teokraciju koja je nadzirala skoro sve gradske poslove i širila Calvinovu verziju reformacije po Francuskoj i Švicarskoj. Ženeva na taj način postaje važno središte europske, a prije svega francuske Reformacije.
Godine 1546. Miguel Serveto kritizirao je Calvinovo najznačanije djelo, što je razljutilo Calvina koji je tada izjavio: "Ako ikada dođe ovdje i ako ja budem ikakva vlast on ovo mjesto neće napustiti živ.". Prije toga njih dvojica sreli su se u Parizu 1534. godine kada je Served y Reves izložio svoje negativno mišljenje Calvinu o njegovu novom djelu Christianismi Restitutio, koje je tiskano 1553. godine. Calvin je preminuo 27. svibnja 1564. godine u Ženevi u 55. godini života.

## Utjecaj
Kao otac Reformske teologije ostavio je bogato naslijeđe protestantizmu sistematizirajući njegovu doktrinu i organizirajući ga kao crkvenu disciplinu. Njegovi komentari, koji obuhvaćaju veći dio Novog i Starog zavjeta, sabrani su i objavljeni 1617. godine. Zanimljivo je spomenuti da je Kalvinistička crkva pored općih protestantskih principa (osnova vjere Sveto pismo, odbacivanje ikona, odricanje od skupih crkvenih obreda, celibata i dr.), usvojila i posebnu dogmu o predestinaciji.
Možda je zanimljivo spomenuti da je Calvinovo prezime izvorno na francuskom glasilo Cauvin, ali je (sukladno dobu u kojem je živio) latinizirano u Calvinus. Također je iz nekog nepoznatog razloga ovaj reformator gdjekad označavan i kao Maître Jean C. Jean Calvin. Njegovo učenje snažno je utjecalo na hugenote u Francuskoj, protestante u Škotskoj i Nizozemskoj, te na puritanski pokret u Engleskoj i Sjevernoj Americi (Sjedinjene Države, Kanada) i skandinavske zemlje. U hrvatske krajeve kalvinizam je došao preko njemačkih doseljenika. Danas je kalvinista najviše u istočnoj Hrvatskoj, uglavnom Nijemaca, Mađara i Slovaka.